# Інес Ернанд
Інес Ернанд (ісп. Inés Hernand) —  іспанський юрист та телеведуча. 

## Біографія
Інес Ернандес народилася 10 травня 1992 року. Закінчила Мадридський університет (вивчала право). Після складання Державного іспиту щодо допуску до адвокатської діяльності (ісп. Prueba de Estado de Acceso a la Abogacía) почала працювати адвокатом. Під час навчання Ернандес створила канал на YouTube під назвою "Inés responde" (укр. "Інес відповідає") де розповідала про правові аспекти різних сфер життєдіяльності та давала поради. У 2020 році почала працювати на каналі RTVE, де стала ведучою програми "Gen Playz" (разом з Даріо Аче). Працювала для інтернет-видання HuffPost.